# Golden Cadillac
Il Golden cadillac è stato un cocktail ufficiale IBA, appartenente alla categoria degli short drink e after dinner, a base di liquore Galliano crema di latte e Crema di cacao chiaro. È stato creato negli Stati Uniti negli anni '60 in onore del film Una Cadillac tutta d'oro.

## Composizione
- 3.0 cl di Liquore Galliano
- 3.0 cl di crema cacao chiara
- 3.0 cl di panna liquida fresca

Ricetta inglese:
- 1 oz (oncia) di Liquore Galliano
- 1 oz di Crema di Cacao Bianca
- 1 oz di Panna liquida fresca

## Preparazione
Raffreddare la coppetta cocktail con 4-5 cubetti di ghiaccio. Porre tutti gli ingredienti in uno shaker con ghiaccio. Shakerare per circa 5 secondi, svuotare la coppetta e servire.